# Aleksandr Anttilainen

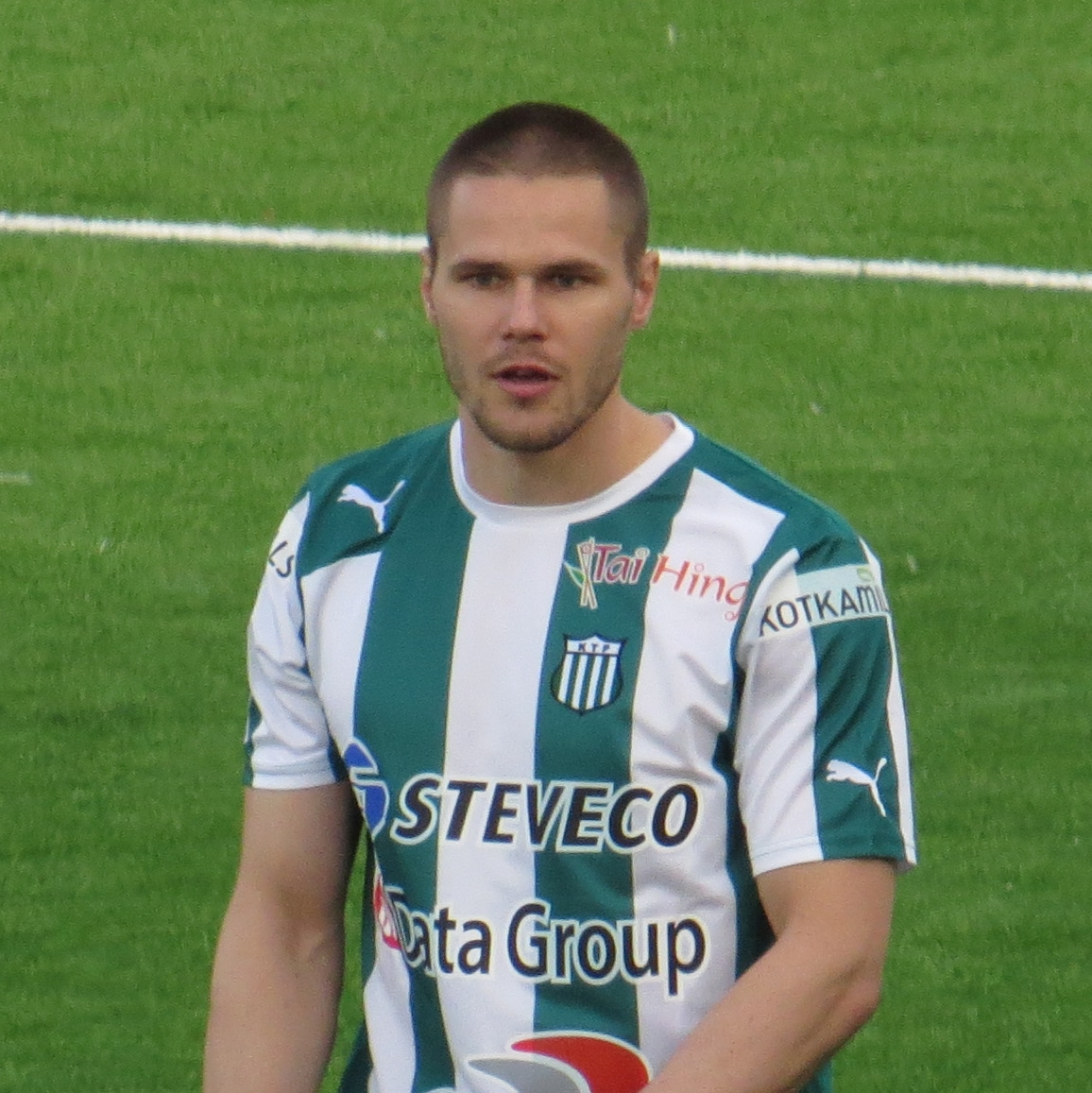
Imagem de Sasha Anttilainen.

Aleksandr "Sasha" Anttilainen (Leninegrado, 19 de dezembro de 1986) é um jogador de futebol finlandês nascido na União Soviética.[carece de fontes?]
Anttilainen jogou pelo FC KTP,[carece de fontes?] JIPPO e Dinaburg FC. Ele também jogou na equipe da FC Zenit São Petersburgo. Petersburg.[carece de fontes?]